# Ruben Rosa
Ruben Machado da Rosa (Porto Alegre, 4 de outubro de 1902 - 8 de dezembro de 1988), brasileiro, foi um homem público, 
professor, o mais jovem Ministro a tomar posse no Tribunal de Contas da União e o que ocupou o cargo por mais tempo.

## Primeiros anos
Ruben Rosa, filho de Normélio Rosa e de Maria José Parreira Machado, nasceu em Porto Alegre, Rio Grande do Sul. De 1912 a 1919, frequentou o Ginásio Anchieta, onde concluiu os estudos dos graus primário e secundário. Graduou-se na Faculdade de Ciências Jurídicas e Sociais em 1924 pela Faculdade Livre de Direito, atual Faculdade de Direito da Universidade Federal do Rio Grande do Sul. Formou-se, também, em Ciências e Letras. Como o pai, atuou como advogado de 1922 a 1930. Ruben Rosa participou da Ordem dos Advogados do Brasil entre os anos de 1931 a 1967.

## Vida pública
Em 1930, mudou-se para o Rio de Janeiro, então Distrito Federal, onde assumiu vários cargos públicos, dentre os quais, destacam-se: oficial de gabinete do Ministro da Justiça e Negócios Interiores, sendo o ministro, à época, Graça Aranha; chefe do gabinete do ministro da fazenda (1932-1934) e, em 1934, passou a presidir a Câmara de Reajustamento Econômico.
Aos 32 anos de idade, em novembro de 1934, foi nomeado Ministro do Tribunal de Contas da União (TCU), tornando-se o mais jovem a tomar posse neste cargo na Egrégia Corte, até os dias de hoje. Lá permaneceu durante 33 anos, sendo o ministro que mais tempo ocupou este cargo, com dedicação exemplar. Presidiu o órgão em dois períodos, de 1941 a 1946 e em 1949. Relatou as contas do governo nos anos de 1938, 1947 e 1957. 
Sobre Ruben Rosa, o Ministro Iberê Gilson proferiu quando de sua aposentadoria "por sua atuação no Tribunal, converteu-se em exemplo de exação no cumprimento do dever e em símbolo de grandeza moral, pugnando com desassombrado na defesa da boa aplicação dos dinheiros públicos". Nas palavras do também Ministro da Corte de Contas, Paulo Affonso Martins de Oliveira, Ruben Rosa "era minucioso ao extremo, obsessivamente perfeccionista, interpretando a lei na dureza de sua letra, sem qualquer elasticidade".
Por solicitação e iniciativa do Ministro Ruben Rosa, em 1949, na comemoração do centenário de nascimento de Rui Barbosa, o TCU recebeu da Casa de Rui Barbosa, cópia autorizada do Decreto 966-A e de sua exposição de motivos por meio do qual se justificou a criação do Tribunal de Contas da União.
Além da carreira pública, Ruben Rosa era um pesquisador versado e de saber multidisciplinar. Foi membro do Instituto Histórico e Geográfico Brasileiro e, concomitante, membro correspondente do Instituto de Geografia e História da Bahia e do Rio Grande do Sul.
Aposentou-se do cargo de Ministro do TCU em junho de 1967 e morreu em 8 junho de 1988, em Porto Alegre (RS).

## Homenagens
Considerando os inestimáveis serviços prestados ao Tribunal de Contas da União pelo Ministro Ruben Machado da Rosa durante os longos anos em que foi um de seus mais cultos e ilustres membros e sua devoção ao estudo das Ciências Jurídicas, o Ministro Iberê Gilson, enquanto Presidente da Corte de Contas, nomeou a biblioteca da instituição com o nome do Ministro Ruben Rosa, por meio da Resolução nº 84, de 29 de outubro de 1969.
Ruben Rosa também recebeu as seguintes condecorações:
- ComC da Ordem Militar de Cristo (Portugal)[5];
- Comendador da Coroa (Itália)[5];
- Comendador da Ordem do Sol (Peru)[5]
- Decano Honorário do Tribunal de Contas da União[2].

## Produção literária
Ruben Rosa eternizou seu nome em várias obras:
- Direito e Administração, Rio de Janeiro. Normas sobre Contratos Administrativos, Rio de Janeiro (1942);
- As Contas do Brasil, Rio de Janeiro (1943);
- Ato de Ofício e não Crime de Prevenção ou Desobediência, Rio de Janeiro (1949);
- Da Fiscalização Financeira, Rio de Janeiro (1949);
- Aposentadorias e Pensões, Rio de Janeiro e Porto Alegre (1955);
- Sociedade de Economia Mista, Porto Alegre (1959);
- Territórios Federais, Brasília e Porto Alegre (1962);
- Normas sobre Instruções de Crédito, Rio de Janeiro (1964).

## Citações
Reconhecido pelo zelo na fiscalização das verbas públicas, como demonstram suas frases: [].
“Os gastos públicos devem ficar adstritos às possibilidades do Erário, pois do contrário é marchar para o caos financeiro, e lutar inutilmente contra leis imutáveis. O desequilíbrio orçamentário só traz confusão e desordem. Pela estrada dos déficits orçamentários não há nem pode haver bem-estar nem tranquilidade social".
"Não é o Tribunal, é a lei."